# Accordo delle parti
L'accordo delle parti è uno dei requisiti del contratto nell'ordinamento civile italiano. Lo stabilisce l'art. 1325 del codice civile ai sensi del quale: "I requisiti del contratto sono: l'accordo delle parti; la causa; l'oggetto; la forma, quando risulta che è prescritta dalla legge sotto pena di nullità".

## Tipi di accordo fra le parti
L'accordo fra le parti può essere manifestato in due modi:
Tacito: L'intenzione di stipulare il contratto è manifestata dal comportamento delle parti
Espresso: Consiste in una dichiarazione specifica, scritta (firma del contratto con dichiarazione di volontà) o orale (manifestazione orale di volere concludere il contratto (es: semplice acquisto dal macellaio dove noi chiedendo il prodotto manifestiamo di voler concludere il contratto di acquisto del determinato prodotto)) che contiene la volontà di concludere un determinato contratto.

## La disciplina del codice civile
Il codice civile dopo aver indicato l'accordo delle parti tra i requisiti del contratto ex art.1325, lo disciplina dettagliatamente negli art. 1326-1342 che compongono la sezione rubricata "Dell'accordo delle parti".
Si ha un accordo quando due o più persone manifestano reciprocamente le proprie volontà, e queste sono dirette allo stesso scopo. 
Con l'accordo il contratto è stipulato o concluso. Se però si tratta di un contratto formale o di un contratto reale, il momento della conclusione, a partire dal quale si producono gli effetti, è successivo all'accordo: se è formale, occorre che l'accordo sia manifestato nella forma che la legge richiede (ad es. la forma scritta per il contratto di compravendita immobiliare); se è reale, occorre che sia consegnata la cosa.
I modi in cui si può formare l'accordo sono molteplici, ma tutti riconducibili a questo schema semplice: vi è una proposta, da parte di una persona e diretta a un'altra, seguita poi da un'accettazione, da parte del destinatario della proposta e diretta al proponente. La proposta è effettivamente tale se contiene la regolazione di tutti gli aspetti rilevanti dell'operazione economica che il contratto realizza. Proposta ed accettazione sono dichiarazioni di volontà unilaterali. 
L'accettazione è effettivamente tale se è conforme alla proposta; in caso contrario essa non ha l'effetto di concludere il contratto, ma ha invece il valore di nuova controproposta. L'accordo generalmente si perfeziona quando chi ha fatto la proposta ha notizia dell'accettazione della medesima o comunque quando l'accettazione giunge all'indirizzo del proponente, secondo il combinato disposto degli artt. 1326, co.1 e 1335 c.c. La mancanza d'accordo determina la nullità del contratto (secondo parte della dottrina si parlerebbe, più propriamente, di inesistenza). L'accordo, visto come unione di volontà può non essere stabile, ciò accade quando una delle volontà era affetta da vizi.